# الصراع بين السلطة الفلسطينية وميليشيات الضفة الغربية
في الضفة الغربية التي تحتلها إسرائيل، انخرطت ميليشيات فلسطينية مختلفة في صراعٍ مسلح مع السلطة الفلسطينية، وهي الإدارة المستقلة التي تحكم الجيوب الفلسطينية في المنطقة. وقد نشأ الصراع نتيجة لعدم شعبية السلطة الفلسطينية على نطاق واسع بين الفلسطينيين والتصور الشائع بأنها هيئة متعاونة خاضعة لإسرائيل، القوة المحتلة. في المقابل، تتهم السلطة الفلسطينية المسلحين بأنهم «قطاع طرق» وعملاء تسببوا بعدم الاستقرار.
أدى السخط الواسع النطاق على السلطة الفلسطينية، إلى جانب عوامل متعددة تتعلق بالصراع الإسرائيلي الفلسطيني، إلى انتشار واسع النطاق للنشاط المسلح الفلسطيني في الضفة الغربية في عقد 2020. ورغم أن الاشتباكات المسلحة بين قوات الأمن الوطني التابعة للسلطة الفلسطينية والميليشيات المحلية كانت نادرة في البداية، إلا أنها بدأت تتصاعد بشكل كبير أثناء حرب غزة. وفي ديسمبر/كانون الأول 2024، اندلعت أكبر المعارك وأكثرها عنفاً في الصراع إذ نفّذت السلطة الفلسطينية عملية واسعة النطاق في جنين.

## الأصول

### فقدان السلطة الفلسطينية للشرعية
لقد احتلت إسرائيل الأراضي الفلسطينية ( الضفة الغربية وقطاع غزة ) منذ عام 1967. بعد عقود من الصراع، تم إنشاء السلطة الفلسطينية التي تسيطر عليها حركة فتح في عام 1994 بموجب اتفاقيات أوسلو بين منظمة التحرير الفلسطينية وإسرائيل. وبموجب الاتفاقيات، سُمح للسلطة الفلسطينية بممارسة سيطرة مدنية جزئية على الجيوب الفلسطينية في الضفة الغربية وقطاع غزة.
وشهدت الانتفاضة الثانية في الفترة 2000–2005 انخراط قوات الأمن التابعة للسلطة الفلسطينية بشكل مباشر في قتال ضد قوات الدفاع الإسرائيلية. ومع ذلك، بعد أن تولى محمود عباس السلطة كرئيس للسلطة الفلسطينية في عام 2005، تحولت السلطة الفلسطينية نحو الاستبداد وإلى دور المقاول الفرعي الفعال للاحتلال الإسرائيلي، وتم إعادة هيكلة قواتها الأمنية تحت التدريب في الولايات المتحدة بقيادة الجنرال كيث دايتون.
انتهت إدارة السلطة الفلسطينية على قطاع غزة فعليا في عام 2007 بعد معركة غزة، والتي انتهت بسيطرة حماس على قطاع غزة وإقامة حكومة منفصلة. وفي العام نفسه، وقع عباس مرسومًا يحظر جميع الميليشيات؛ وأصبحت كتائب شهداء الأقصى، الجناح المسلح لحركة فتح، مستقلة فعليًا، لكنها لا تزال متحالفة سياسيًا مع فتح على الرغم من رفضها من قبل قيادة الحزب.
وبالمقارنة بالانتفاضة الثانية، فقد حدثت أعمال عنف أقل حدة خلال السنوات التالية.

### انتشار فصائل المقاومة في الفترة 2021–2022
وفي عام 2022، لوحظ «انتشار» كبير للجماعات المسلحة الجديدة في الضفة الغربية. وقد عُزي انتشار التشدد إلى مجموعة متنوعة من العوامل:
- إخلاءات الشيخ جراح في القدس الشرقية عام 2021 وأزمة إسرائيل وفلسطين عام 2021،[37] والغضب الشعبي إزاء تقاعس السلطة الفلسطينية خلال هذه الأحداث[26]
- بداية عملية كاسر الأمواج الإسرائيلية في مارس 2022، والتي شملت أكثر من 2000 غارة للجيش الإسرائيلي على الضفة الغربية وأسفرت عن مقتل أكثر من 200 شخص[27]
- تصاعد عنف المستوطنين الإسرائيليين[27]
- الانتخابات الإسرائيلية في نوفمبر 2022، والتي أعادت بنيامين نتنياهو إلى السلطة كرئيس وزراء إسرائيل ورئيس حكومة يمينية متطرفة (وصفت بأنها الأكثر يمينية في تاريخ إسرائيل[38][39][40][41])، والتي أشرفت على تصعيد الغارات على الضفة الغربية[27]
- استمرار السخط الجماهيري على الضعف العام وتواطؤ السلطة الفلسطينية مع الاحتلال الإسرائيلي[27][42]

بين عامي 2021 و2022، تم تشكيل العديد من الميليشيات الفلسطينية الجديدة في الضفة الغربية، بما في ذلك كتائب جنين، ولواء طولكرم، ولواء نابلس ‏، وكتيبة طوباس، عرين الأسود. بحلول نهاية عام 2022، كان للميليشيات الفلسطينية، التي تعمل العديد منها على الأقل اسميًا تحت قيادة حركة الجهاد الإسلامي الفلسطينية، وجود كثيف في جميع أنحاء الضفة الغربية، ومارست سيطرة فعلية على مخيم جنين للاجئين، ومخيم طولكرم للاجئين، ومخيم نابلس للاجئين.

## الجدول الزمني

### 2022
في 7 كانون الثاني/يناير 2022، اندلعت أولى الاشتباكات المسلحة الموثقة بين مسلحين وقوات السلطة الفلسطينية في جنين ومخيم بلاطة للاجئين وسط احتجاجات النشطاء ضد السلطة الفلسطينية. وقد اندلعت هذه الاحتجاجات نتيجة الاعتقال العنيف لأحمد الزبيدي، نجل زكريا الزبيدي، على يد ضباط شرطة السلطة الفلسطينية في جنين. وقال قائد ميليشيا محلية رداً على الأحداث إن رجاله «لن يظلوا صامتين» إذا استمرت قوات السلطة الفلسطينية في استهداف مخيم اللاجئين.
في 19 سبتمبر 2022، اندلعت اشتباكات بين مسلحين وقوات الأمن في نابلس بعد أن اعتقلت قوات الأمن مصعب اشتية، أحد قادة عرين الأسود وعضو حماس. وبعد أكثر من 24 ساعة من القتال، اتفق الجانبان على وقف إطلاق النار، حيث قالت السلطة الفلسطينية إنها لن تلاحق شتية قضائيا.

### 2023
في أعقاب غارة شنتها قوات جيش الاحتلال الإسرائيلي على جنين في الفترة من 3 إلى 4 يوليو 2023، شنت قوات الأمن التابعة للسلطة الفلسطينية حملة قمع ضد حركة الجهاد الإسلامي في المدينة في الأيام التالية، واعتقلت العديد من المسلحين. وفي 16 تموز/يوليو، شنت قوات الأمن حملة مداهمات على بلدة جبع جنوب جنين ضد نشطاء من حركة الجهاد الإسلامي. وأصدرت سرايا القدس بيانا أدانت فيه تصرفات السلطة الفلسطينية، ودعت سرايا جنين إلى مظاهرات حاشدة.
في 1 أغسطس/آب 2023، اعتقلت قوات الأمن مسلحين اثنين في جبع، وبعدها هاجم مسلحون مقر محافظة جنين واشتبكوا مع قوات الأمن؛ وامتدت الاشتباكات إلى مخيم جنين للاجئين، حيث اشتبكت قوات الأمن في تبادل لإطلاق النار مع المسلحين واقتحمت مستشفى محلي. وبينما كانت الاشتباكات تدور، دعت المساجد المحلية السلطة الفلسطينية عبر مكبرات الصوت إلى إطلاق سراح المسلحين المعتقلين. وفي 30 أغسطس/آب، اندلعت اشتباكات بين مسلحين وقوات الأمن في طولكرم بعد أن حاولت قوات الأمن إزالة الحواجز التي وضعها المسلحون لعرقلة مداهمات قوات الدفاع الإسرائيلية.

### 2024
وفي أوائل يناير/كانون الثاني 2024، ادعت كتائب جنين أن قوات الأمن التابعة للسلطة الفلسطينية اغتالت اثنين من المسلحين.
وفي فبراير/شباط، تم نشر قوات مسلحة في طوباس لمواجهة غارة شنها جيش الدفاع الإسرائيلي، ولكن قوات الأمن التابعة للسلطة الفلسطينية واجهتها ودفعتها إلى الوراء.
وفي يوم 2 مارس/آذار، حاولت قوات الأمن اعتقال أحد المسلحين في مخيم جنين للاجئين، والذي تمكن من الفرار؛ وأعقب ذلك عدة ساعات من الاشتباكات بين قوات الأمن والمسلحين في المخيم. في 30 مارس اندلعت اشتباكات بين قوات الأمن التابعة للسلطة الفلسطينية ومسلحين في مخيم نور شمس، حيث استهدف المسلحون مقر محافظة طولكرم أثناء القتال؛ وأصيب أحد المسلحين بالرصاص وتوفي لاحقًا متأثرًا بجراحه في 2 أبريل.
وفي 14 أبريل دعت مجموعة جند الله في طوباس السلطة الفلسطينية بتوقف عن مصادرات العبوات الناسفة في مدينة طوباس وحذرته بعدم الوقوف أمام طريق المقاومة.
وفي 2 مايو/أيار، قتلت قوات الأمن ناشطاً في حركة الجهاد الإسلامي ينتمي إلى لواء طولكرم ولواء نور شمس في طولكرم.
وحدث اضطرابات الضفة الغربية (يوليو 2024) في الصراع بين السلطة الفلسطينية والميليشيات في أواخر يوليو/تموز 2024. واشتبكت قوات الأمن مع المتظاهرين والمسلحين في طولكرم وجنين وبيت لحم وطوباس ونابلس. تبادل الجانبان الاتهامات بشأن الرغبة في إشعال حرب أهلية.
في 15 أغسطس/آب 2024، فجّرت قوات الأمن في جنين عبوة ناسفة زرعتها حماس قبل استخدامها ضد القوات الإسرائيلية. وفي أعقاب ذلك، أصدرت حماس بيانًا أدانت فيه السلطة الفلسطينية، وزعمت أنها تستهدف المسلحين باستمرار، وتصادر الأسلحة، وتفكك المتفجرات، وتتدخل في الكمائن أثناء التوغلات الإسرائيلية. بتاريخ 27/08/2024، اعتقلت قوات الأمن أحد النشطاء في نابلس.
في 9 سبتمبر، اندلعت اشتباكات متجددة بين المسلحين وقوات الأمن في مخيم جنين للاجئين بعد أن قامت الأخيرة بتفكيك عبوة ناسفة بالقرب من مدخل المخيم. في 17 سبتمبر، اندلعت اشتباكات بعد اعتقال قوات الأمن لمسلح في جنين. كما قامت قوات الأمن بتفكيك متفجرات في كفر دان بالقرب من جنين وهاجمت المدنيين المحليين الذين خرجوا للاحتجاج على أفعالها. في 23 سبتمبر، اعتقلت قوات الأمن ثلاثة مسلحين في مخيم نور شمس، مما أدى إلى تبادل لاحق لإطلاق النار. في 30 سبتمبر، طاردت قوات الأمن مسلحين وأطلقت النار عليهم في طوباس، مما أدى إلى اشتباكات بين الجانبين.
في الأول من أكتوبر/تشرين الأول، أطلقت قوات الأمن في نابلس النار على أحد النشطاء المحليين، وطاردته دون جدوى، ليُقتل بعد ساعات على يد قوات الدفاع الإسرائيلية خلال إحدى غاراتها على المدينة. بتداءً من 8 أكتوبر، بدأت السلطة الفلسطينية عملية ضد كتيبة طوباس استمرت طوال الشهر. وفي 11 أكتوبر/تشرين الأول، أفادت التقارير بوقوع اشتباكات بين قوات الأمن ومسلحين في قرية السيلة الحارثية غرب جنين؛ كما استهدف المسلحون مقر السلطة الفلسطينية في جنين بإطلاق النار.
وفي الرابع من نوفمبر/تشرين الثاني، اكتشفت قوات الأمن الفلسطينية صاروخاً في قرية بدرس، بالقرب من رام الله، وكان موجهاً نحو إسرائيل، ومن المتوقع أن تسلّمه إلى جيش الدفاع الإسرائيلي. وفي 5 نوفمبر/تشرين الثاني، ضبطت قوات الأمن في طوباس عبوة ناسفة زرعها مسلحون لاستهداف جنود جيش الدفاع الإسرائيلي وقامت بتفجيرها. في 27 نوفمبر، طعن مسلح اثنين من ضباط الأمن التابعين للسلطة الفلسطينية في الخليل.
وفي 3 كانون الأول/ديسمبر، أطلقت قوات الأمن الفلسطينية النار على مجموعة من المسلحين في طولكرم. في الخامس من ديسمبر/كانون الأول، شنت قوات الأمن التابعة للسلطة الفلسطينية عملية ضد كتائب جنين، والتي مثلت أكبر وأعنف مواجهة خاضتها السلطة الفلسطينية مع مسلحين في الضفة الغربية، حيث أشار المحللون إليها باعتبارها «أشرس» قتال بين الفلسطينيين منذ معركة غزة عام 2007. كما وردت أنباء عن وقوع اشتباكات بين المسلحين وقوات الأمن رداً على أحداث جنين في نابلس وطولكرم في 10 كانون الأول/ديسمبر 2024، وفي طمون جنوب طوباس في 24 كانون الأول/ديسمبر 2024.

### 2025
في 7 كانون الثاني/يناير 2025، أصيب ثلاثة مسلحين، بينهم أحد مؤسسي لواء طولكرم، بعد أن أطلقت قوات السلطة الفلسطينية النار على سيارتهم في عتيل، شمال طولكرم. وفي 12 يناير/كانون الثاني، وقعت مرة أخرى هجوم مماثل شنته السلطة الفلسطينية ضد نشطاء في طولكرم. أوقفت قوات السلطة الفلسطينية عمليتها في جنين عندما دخل جيش الدفاع الإسرائيلي المدينة وشن غارة خاصة به في 21 يناير. وفي اليوم التالي، استأنفت قوات السلطة الفلسطينية هجماتها في جنين، حيث قاتلت إلى جانب جيش الدفاع الإسرائيلي للمرة الأولى على الإطلاق. وفي يعبد، غرب جنين، اعتقلت قوات السلطة الفلسطينية في 24 كانون الثاني/يناير عدداً من النشطاء واعتدت عليهم بالضرب؛ كما انضموا إلى جيش الدفاع الإسرائيلي في غارات صغيرة في رام الله وطولكرم والخليل وقلقيلية.
وفي 10 آذار/مارس، قتلت قوات السلطة الفلسطينية الناشط البارز في كتائب جنين عبد الرحمن أبو المنى.

## التحليل

### تكتيكات السلطة الفلسطينية
يُقال إن التنسيق الأمني بين إسرائيل والسلطة الفلسطينية يتجلى بوضوح فيما يُسمى بسياسة «الباب الدوار»، حيث يُطلق سراح المسلحين والناشطين الذين تعتقلهم قوات الأمن الفلسطينية لتعتقلهم السلطات الإسرائيلية لاحقًا، والعكس صحيح. ويُقال إن سياسة «الباب الدوار» تُبرز المصالح المشتركة لكل من السلطة الفلسطينية وإسرائيل في قمع الميليشيات.
سعت السلطة الفلسطينية أيضًا إلى ربط المسلحين بالجريمة، إذ يوجه المسؤولون اتهامات لا أساس لها من الصحة بأن العديد من المسلحين ذوي خلفيات إجرامية، بل ويرسلون منتحلين لشخصيات مسلحة لإغراء الشركات بأموال لتشويه سمعتهم. كما يُجنّد المتعاونون عبر عروض وظائف في قوات الأمن ومقابل المال.

### مواقف المسلحين
وفي حين تدين الميليشيات عادة هجمات قوات الأمن في بيانات عامة، فقد حاولت مرارا وتكرارا تقديم نفسها على أنها ترغب بتجنب المواجهة مع السلطة الفلسطينية باسم الوحدة الفلسطينية، على الرغم من حقيقة الصراع، والتركيز فقط على إسرائيل. وأكدت حماس أن قوات الأمن التابعة للسلطة الفلسطينية تهدف إلى الدفاع عن الشعب الفلسطيني ضد جيش الاحتلال الإسرائيلي، ويجب أن تبدأ بذلك.

## الملاحظات
1. ↑  معظم الوحدات المسلحة في الضفة الغربية هي وحدات شبه مستقلة و«متعددة الفصائل»، وتوحد المسلحين المنتمين إلى سرايا القدس التابعة لحركة الجهاد الإسلامي، وكتائب شهداء الأقصى، وكتائب القسام التابعة لحماس.[2][11]